# 志和口站

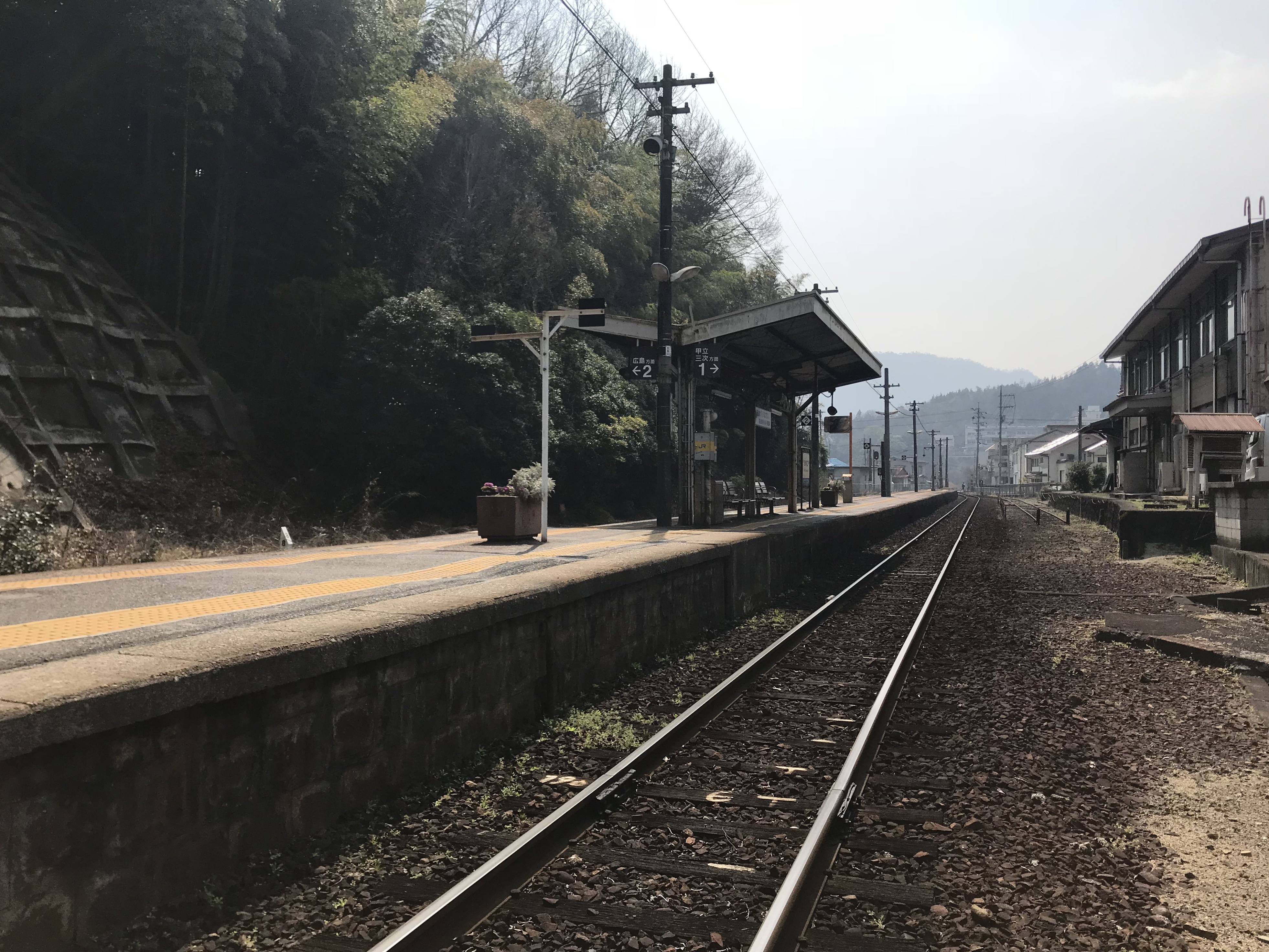
從站內平交道望向月台（後方為廣島方向路軌）

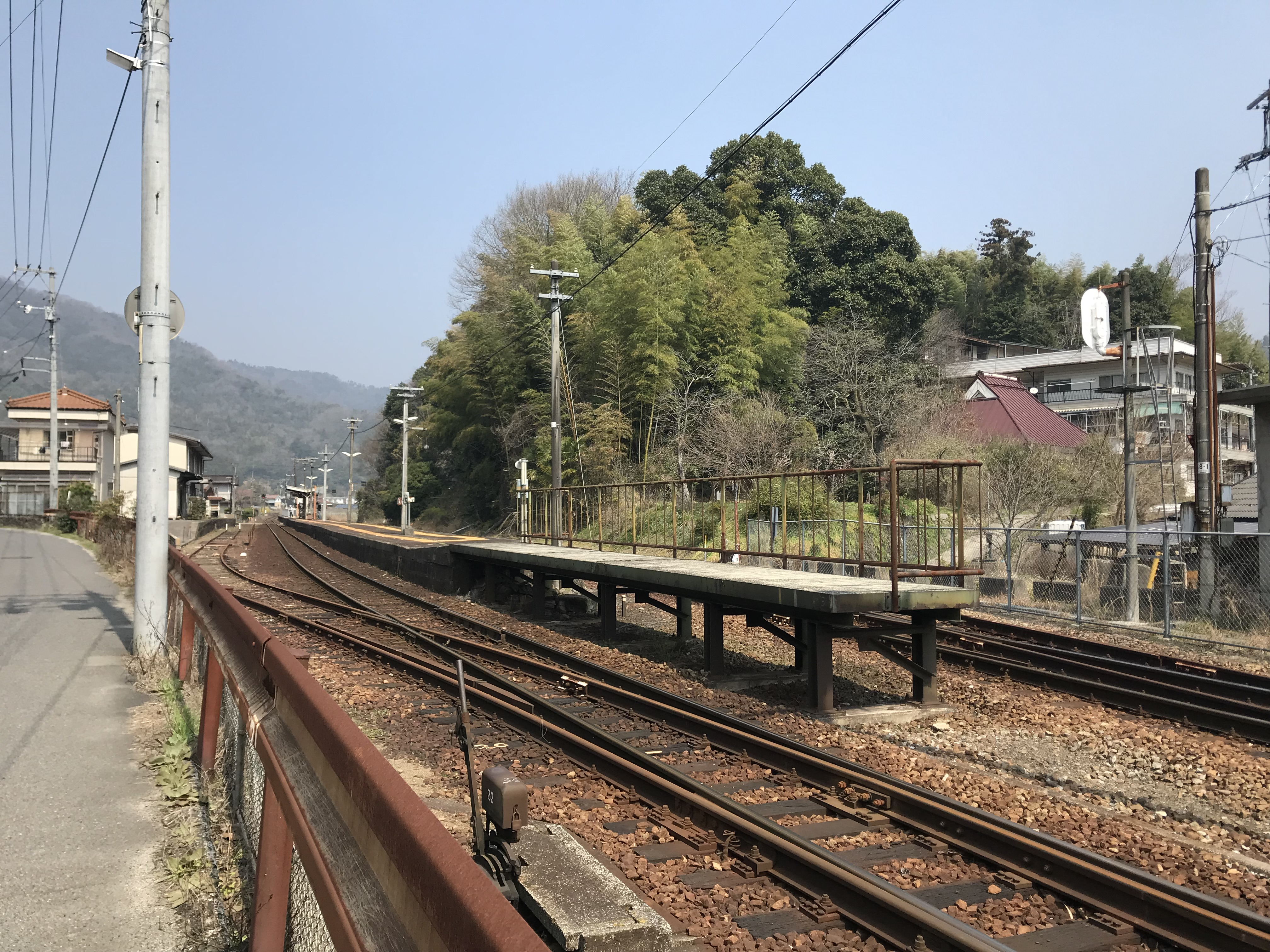
從南邊望向車站月台

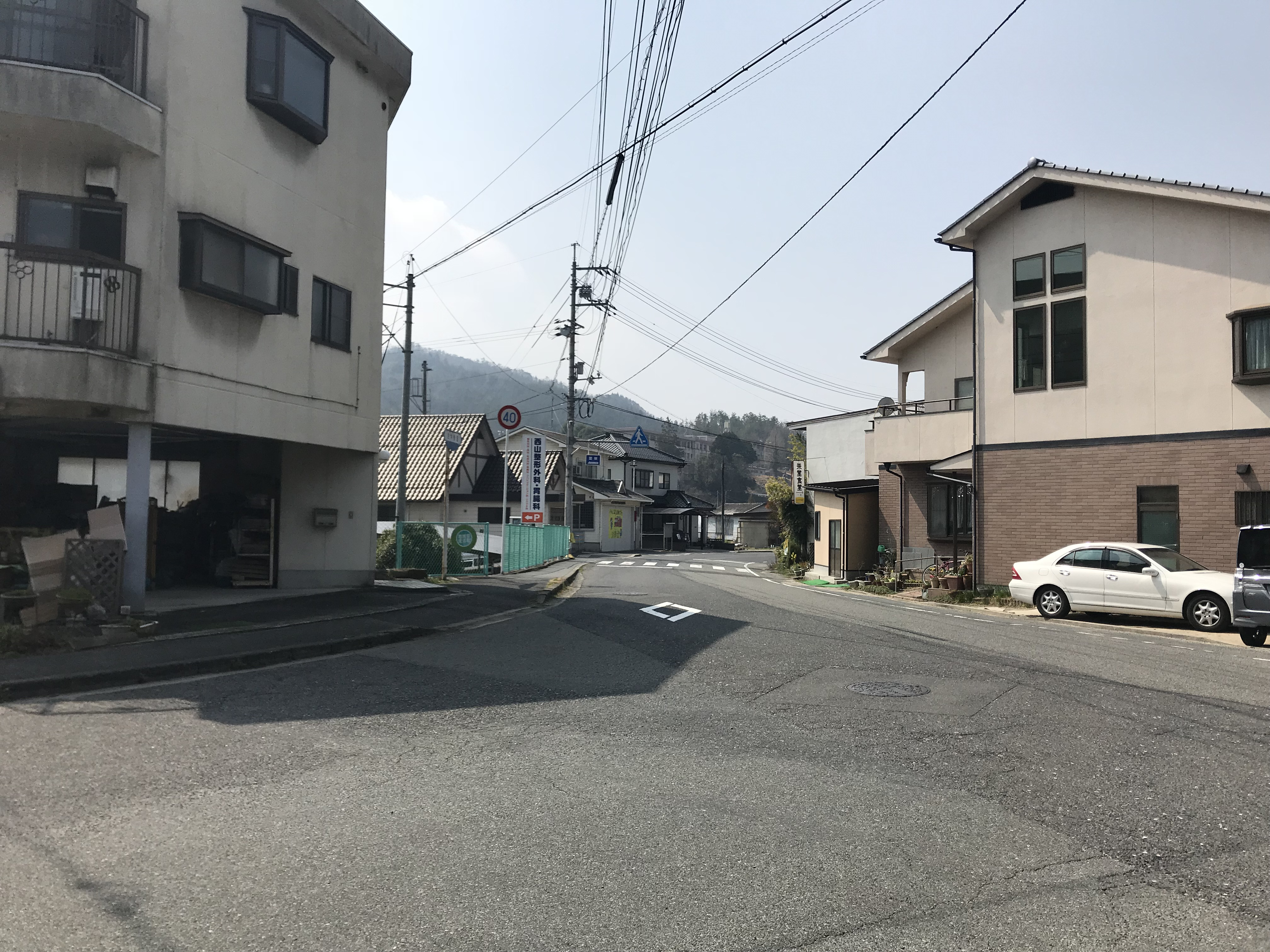
站前

志和口站（日语：／ Shiwaguchi eki */?）是位於廣島縣廣島市安佐北區白木町大字市川2193番2號，西日本旅客鐵道（JR西日本）的藝備線車站。

## 概要
此站位於前白木町的中心，也是位於前市川村和前秋越村的邊界。車站名稱「志和」取自鄰接的東廣島市志和町。當初，由於車站位於市川村內，因此當時車站名稱希望名為「市川」。但是由於地形上的理由，以及市川站已經存在。在村與村之間協議後，車站名為「志和口站」。
車站大樓前設有舊道，在1990年代新道開通前，站前曾經設有中國JR巴士雲藝南線巴士站，並在狹窄的站前廣場掉頭。
在志和口至東廣島市志和町之間曾經設有藝陽巴士，後來由於使用人次少，最後在1972年廢止。後來設有志和的士廢止替代路線，行走於志和堀至志和口之間，現時上述兩路線完全廢止。
在2010年起，此站加設貓站長「龍馬」，該貓在成為站長經過徘徊在車站前，但是該貓站長不是官方承認，只是當地居民承認該貓站長。在2016年前，每年都有約1萬人慕名前往此站。貓站長在2019年2月12日死亡。

## 歷史
- 1915年（大正4年）4月28日 - 藝備鐵道（日语：芸備鉄道）東廣島站（第一代，不是現時山陽新幹線車站）至志和地站開業，此站啟用。
  - 當時車站地址為廣島縣高田郡市川村。
- 1937年（昭和12年）7月1日 - 藝備鐵道被國有化，備中神代站至廣島站之間成為藝備線。此站成為藝備線車站。
- 1949年（昭和24年）10月1日 - 隨著高南村成立，車站地址變為廣島縣高田郡高南村大字市川。
- 1956年（昭和31年）9月30日 - 隨著白木町（日语：白木町）成立，車站地址變為廣島縣高田郡白木町大字市川。
- 1971年（昭和46年）12月10日 - 結束貨物起卸業務[6]。
- 1973年（昭和48年）10月22日 - 白木町編入至廣島市，車站地址變為廣島縣廣島市白木町大字市川。
- 1980年（昭和55年）4月1日 - 廣島市成為政令指定都市，車站地址變為廣島縣廣島市安佐北區白木町大字市川。
- 1987年（昭和62年）4月1日 - 伴隨國鐵分割民營化，車站由西日本旅客鐵道（JR西日本）營運。
- 1996年（平成8年）6月1日 - 委托JR西日本廣島Maictec（日语：JR西日本広島メンテック）負責車站業務。
- 1997年（平成9年） - 開設綠色窗口。
- 2002年（平成14年）10月5日 - 實施時間表修正，此站成為快速列車（後來為「通勤快車」）停車站。
- 2003年（平成15年）10月1日 - 實施時間表修正，快速「三次快車」開始營運。但是此站為通過車站。
- 2004年（平成16年）10月 - 櫃臺營業時間變更，引入中途休息時間。
- 2007年（平成19年）
  - 7月1日 - 實施時間表修正，急行「三次」和快速「通勤快車」（均停此站）全部廢止整止，並整合至快速「三次快車」。同時此站成為快速「三次快車」的停車站。
  - （日期不詳）- 櫃臺營業時間變更，星期一至五（包括假日）和星期六、日的時間不同。
- 2018年（平成30年）7月6日 - 發生豪雨，使此站暫停營業。
- 2019年（平成31年）4月4日 - 三次站至中三田站之間暫定重開[7]。

## 車站構造
車站是一座地面車站，設有1面2線的島式月台，可進行列車交會。車站大樓位於路線西邊，大樓為一座混凝土平房。大樓與月台之間設有站內平交道連接。車站內設有簡易型售票機和廁所（男女共用濕廁）。
此站是由廣島站管理的業務委託車站，委托JR西日本廣島Maintec負責車站業務。車站設有綠色窗口。在窗口營業時間中，設有中途休息時段。另外，此站位於JR特定都區市內制度中，「廣島市內」的車站，但是此站不可使用ICOCA。

### 月台
| 月台 | 路線   | 上下行 | 方向           |
| ---- | ------ | ------ | -------------- |
| 1    | 藝備線 | 上行   | 甲立、三次方向 |
| 2    | 藝備線 | 下行   | 廣島方向       |

- 截至2016年3月，月台上設有月台編號牌。
- 此站設有區間列車行走於廣島站至此站之間，這些折返列車使用下行月台。通常，在尾班車於上落客後，此設設有列車夜間停泊。在2009年度前，毎年1月1日黎明前，臨時列車「宮島號」會在此站折返往廣島方向。
- 前往廣島的首班車在早上5時半後出發。前往廣島的尾班車在2011年3月11日前，該列車會跨日後到達車站。在翌日12日後，尾班車到達時間大幅提早，不再跨日後到達車站。在2017年3月4日後，尾班車時間再次延遲至跨日後。

## 車站周邊
- 高南郵局
- 廣島銀行向原分店白木町出張所
- 廣島市安佐北區公所白木出張所
- 安佐北警察署（日语：安佐北警察署）白木派出所
- 廣島縣立白木高等學校（日语：広島県立白木高等学校）（2012年3月關閉）
- 廣島市立白木中學
- 廣島市立高南小學
- 旭山
- 廣交觀光（日语：広交観光）志和站駅入口巴士站

## 使用狀況
根據「廣島市統計書」和「廣島市勢要覧」，以下為使用人次。
| 年度               | 1日平均 乘車人次 | 1年總 乘車人次 | 定期票 人次 | 普通票 人次 |
| ------------------ | ---------------- | -------------- | ----------- | ----------- |
| 1974年（昭和49年） | 1056.0           | 770,914        | 629,588     | 141,326     |
| 1975年（昭和50年） | 989.5            | 724,339        | 586,220     | 138,119     |
| 1976年（昭和51年） | 1036.7           | 756,815        | 616,742     | 140,073     |
| 1977年（昭和52年） | 1082.6           | 790,284        | 649,696     | 140,588     |
| 1978年（昭和53年） | 1055.0           | 770,172        | 636,732     | 133,440     |

| 年度                | 1日平均 乘車人次 |
| ------------------- | ---------------- |
| 1979年（昭和54年）  | 985              |
| 1980年（昭和55年）  | 957              |
| 1981年（昭和56年）  | 949              |
| 1982年（昭和57年）  | 915              |
| 1983年（昭和58年）  | 875              |
| 1984年（昭和59年）  | 880              |
| 1985年（昭和60年）  | 864              |
| 1986年（昭和61年）  | 849              |
| 1987年（昭和62年）  | 834              |
| 1988年（昭和63年）  | 872              |
| 1989年（平成 元年） | 780              |
| 1990年（平成02年）  | 797              |
| 1991年（平成03年）  | 804              |
| 1992年（平成04年）  | 789              |
| 1993年（平成05年）  | 796              |
| 1994年（平成06年）  | 780              |
| 1995年（平成07年）  | 769              |
| 1996年（平成08年）  | 708              |
| 1997年（平成09年）  | 648              |
| 1998年（平成10年）  | 650              |
| 1999年（平成11年）  | 656              |
| 2000年（平成12年）  | 670              |
| 2001年（平成13年）  | 693              |
| 2002年（平成14年）  | 695              |
| 2003年（平成15年）  | 692              |
| 2004年（平成16年）  | 694              |
| 2005年（平成17年）  | 689              |
| 2006年（平成18年）  | 697              |
| 2007年（平成19年）  | 648              |
| 2008年（平成20年）  | 609              |
| 2009年（平成21年）  | 586              |
| 2010年（平成22年）  | 518              |
| 2011年（平成23年）  | 471              |
| 2012年（平成24年）  | 428              |
| 2013年（平成25年）  | 437              |
| 2014年（平成26年）  | 414              |
| 2015年（平成27年）  | 407              |
| 2016年（平成28年）  | 406              |
| 2017年（平成29年）  | 390              |
| 2018年（平成30年）  | 247              |

乘車人次圖表

## 相鄰車站
西日本旅客鐵道（JR西日本）
 藝備線
■快速「三次快車」
向原－志和口－下深川（JR-P06）
■普通
井原市－志和口－上三田

## 注腳
1. ↑  『白木町史』p492
2. ↑  『白木町史』p485
3. ↑  加藤博和『芸陽バスかく走りき』p190-191
4. ↑  志和口駅 猫の「りょうま駅長」、訪問１万人を達成 （広島） （页面存档备份，存于）『毎日新聞』2016年5月12日 19時08分
5. ↑  「ネコ駅長天国へ 広島・志和口駅」 （页面存档备份，存于）中國新聞Alpha（2019年2月13日）2019年2月13日參閲。
6. ↑  「戸坂など七駅を無人化」『中國新聞』昭和46年10月23日広島版 8面
7. ↑  . www.westjr.co.jp.   [2019-04-03]. （原始内容存档于2019-04-03） （日语）.

## 外部連結
- 志和口｜車站資訊：JR出門網 - 西日本旅客鐵道（日語）